# Макгиннис, Росс Эндрю
Росс Эндрю Макгиннис (англ. Ross A. McGinnis; 14 июня 1987 — 4 декабря 2006) — солдат армии США, участник Иракской войны, посмертно удостоился медали Почёта, высшей американской военной награды за храбрость.
Американский конвой был атакован, граната угодила в автомобиль HMMWV, где Макгиннис был бортовым стрелком. Он накрыл собой гранату, что спасло жизнь четырёх пассажиров автомобиля. Макгиннис стал четвёртым награждённым медалью Почёта за Иракскую войну, награда была вручена его семье.

## Биография
Макгиннис родился 14 июня 1987 года в г. Мидвилль, штат Пенсильвания в семье Ромейна и Тома Макгинниса. Вырос в г.Кнокс, в 90 милях от Питтсбурга, куда его семья переехала когда ему было три года. Когда он ходил в детский сад его педагог вручил ему карточку: «Когда я вырасту я хочу быть …» и он вписал: «армейцем». В дальнейшем Макгиннис вступил в организацию «Бойскауты Америки». Он любил работать с автомобилями и был настоящим атлетом, занимаясь несколькими видами спорта. Играл в баскетбол и европейский футбол в Ассоциации молодых христиан и в малой бейсбольной лиге Он учился в публичных школах округа Кларион и окончил младшую старшую хай-скул Keystone в 2005 году. Он посещал публичные школы округа Клэрион, в 2005 году окончил младшую-старшую хайскул Кейстоуна. У него были две сестры: Бекки и Кэти.
Макгиннис с детства мечтавший о службе в армии вступил в её ряды 14 июня 2004 года на свой 17-й день рождения пройдя программу доармейской подготовки (Delayed Entry Program). После прохождения базовой подготовки в Форт-Беннинге, штат Джорджия он вступил в состав первого батальона 26-го пехотного полка в казармах Ледварда, г. Швайнфурт, Германия.

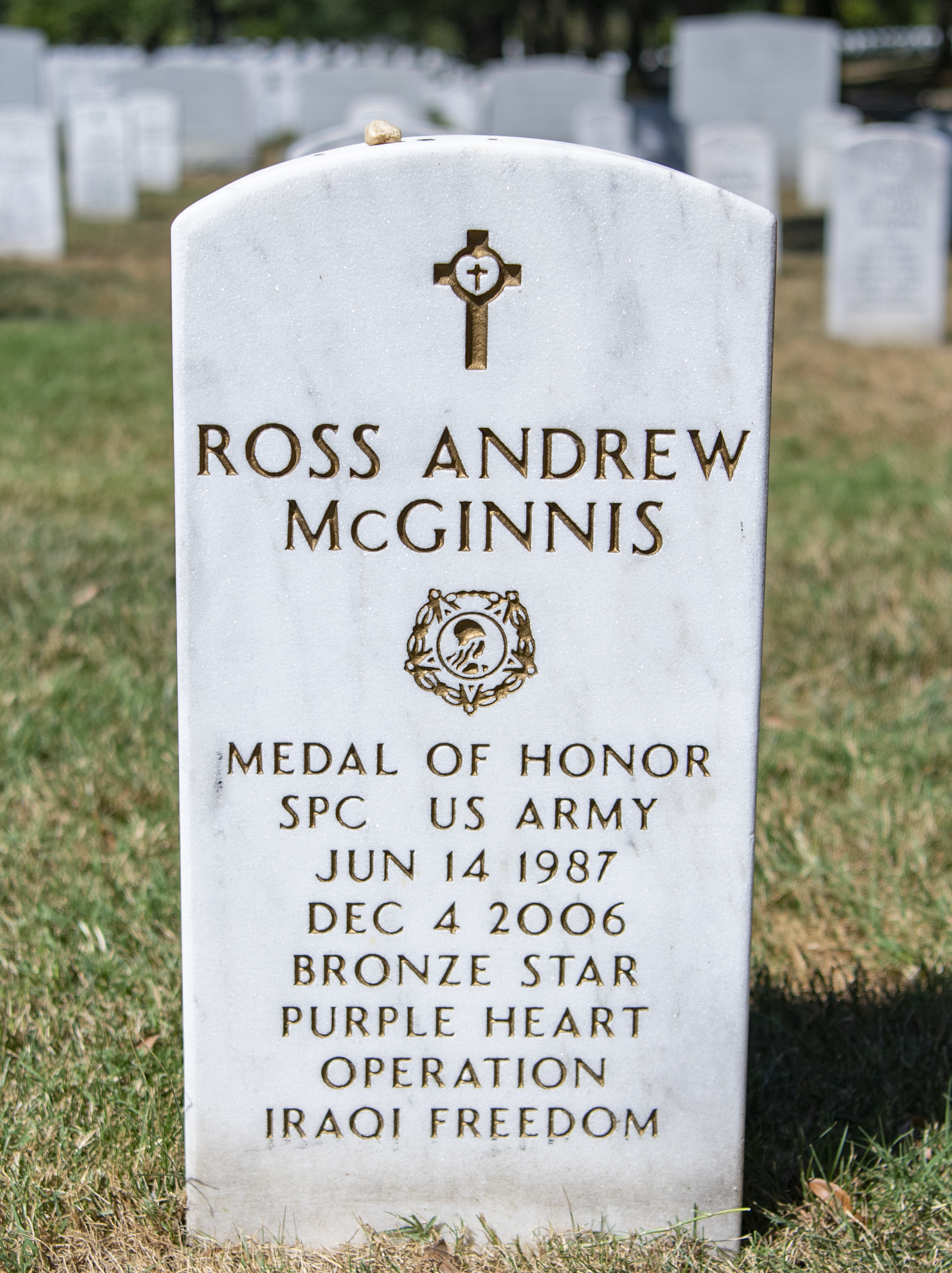

В августе 2006 года в возрасте 19 лет его полк был развёрнут в восточном Багдаде, он служил пулемётчиком на HMMWV в ходе операций против повстанцев в Адхамии. 4 декабря когда его взвод находился в дозоре в Адхамии, граната попала в его автомобиль. Макгиннис выкрикнул предупреждение остальным четырём членам экипажа. Когда один из них ответил, что не видит гранату, Магиннис вместо того чтобы выпрыгнуть из люка стрелка, набросил свой рюкзак на гранату, поглотив её взрыв. Он был убит на месте но остальные пассажиры отделались лёгкими ранениями.
Тело Макгинниса было погребено на Арлингтонском национальном кладбище в штате Виргиния. С начала Иракской войны он стал одним из пяти военнослужащих США накрывших собой гранату. Остальные: капрал морской пехоты Джейсон Данхэм, петти-офицер 2-го класса оператор SEAL Майкл Монсур, капрал морской пехоты Кайл Карпентер и сержант морской пехоты Рафаэль Перальто. Макгиннис стал четвёртым награждённым медалью Почёта в ходе Иракской войны.
2 июня 2008 года в восточном кабинете Белого дома прошла церемония награждения, президент США Джордж Буш-младший вручил медаль его семье. Также церемонию посетили вице-президент, министр по делам ветеранов Джеймс Пик, министр армии Пит Джерен, министр ВВС Майкл Уинн, генерал Джим «Хосс» Картрайт, вице-председатель Объединённого комитета начальников штабов и несколько депутатов Конгресса, однополчане Макгинниса по Ираку, в том числе солдаты, жизнь которых спас Макгиннис.

## Наградная запись к медали Почёта
Рядовой первого класса Росс А. Макгиннис отличился благодаря акту храбрости и отваги при выполнении и перевыполнении долга службы в ходе службы пулемётчиком первого взвода роты С, первого батальона, 26-го пехотного полка в связи с боевыми операциями против вооружённого противника в Адхамии, северо-восточный Багдад, Ирак, 4 декабря 2006 года.
В это день его взвод выполнял операцию по боевому контролю с целью сократить и обуздать насилие в этом районе. Когда рядовой Макгиннис управлял пулемётом М2 50-го калибра, повстанец забросил гранату в автомобиль через люк стрелка. Макгиннис незамедлительно отреагировал, прокричав «граната», что позволило всем четырём членам его экипажа приготовиться к взрыву. Затем, вместо того чтобы выскочить из люка стрелка к безопасности рядовой Макгиннис принял решение защитить экипаж. В самоотверженном храбром поступке он получил смертельное ранение, накрыв собой гранату, прижав её между телом и автомобилем, поглотив большую часть взрыва.
Доблестные действия рядового Макгинниса спасли четырёх человек от неминуемых серьёзных ранений или смерти. Необычайный героизм рядового первого класса Макгинниса и самоотверженность, проявленные ценой его жизни при выполнении и перевыполнении долга службы поддержали высочайшие традиции военной службы и принесли великую честь ему, его части и армии Соединённых штатов.
Оригинальный текст (англ.)
For conspicuous gallantry and intrepidity at the risk of his life above and beyond the call of duty:
Private First Class Ross A. McGinnis distinguished himself by acts of gallantry and intrepidity above and beyond the call of duty while serving as an M2 .50-caliber Machine Gunner, 1st Platoon, C Company, 1st Battalion, 26th Infantry Regiment, in connection with combat operations against an armed enemy in Adhamiyah, Northeast Baghdad, Iraq, on December 4, 2006.
That afternoon his platoon was conducting combat control operations in an effort to reduce and control sectarian violence in the area. While Private McGinnis was manning the M2 .50-caliber Machine Gun, a fragmentation grenade thrown by an insurgent fell through the gunner's hatch into the vehicle. Reacting quickly, he yelled "grenade," allowing all four members of his crew to prepare for the grenade's blast. Then, rather than leaping from the gunner's hatch to safety, Private McGinnis made the courageous decision to protect his crew. In a selfless act of bravery, in which he was mortally wounded, Private McGinnis covered the live grenade, pinning it between his body and the vehicle and absorbing most of the explosion.
Private McGinnis' gallant action directly saved four men from certain serious injury or death. Private First Class McGinnis' extraordinary heroism and selflessness at the cost of his own life, above and beyond the call of duty, are in keeping with the highest traditions of the military service and reflect great credit upon himself, his unit, and the United States Army.
— 

## Награды и почести
|  |                            |  |
|  |                            |  |
|  |                            |  |
|  | Бронзовая звезда за службу |  |
|  |                            |  |

| Значок боевого пехотинца                             |                                                      |                                                                   |                                                                   |                                                                            |                                                                            |
| Медаль Почёта                                        |                                                      |                                                                   |                                                                   |                                                                            |                                                                            |
| Бронзовая звезда                                     | Бронзовая звезда                                     | Пурпурное сердце                                                  | Пурпурное сердце                                                  | Медаль «За безупречную службу» (армия)                                     | Медаль «За безупречную службу» (армия)                                     |
| Медаль «За службу национальной обороне»              | Медаль «За службу национальной обороне»              | Медаль «За Иракскую кампанию» с одной бронзовой звездой за службу | Медаль «За Иракскую кампанию» с одной бронзовой звездой за службу | Медаль «За службу в экспедиционных войсках глобальной войны с терроризмом» | Медаль «За службу в экспедиционных войсках глобальной войны с терроризмом» |
| Медаль «За участие в глобальной войне с терроризмом» | Медаль «За участие в глобальной войне с терроризмом» | Army Service Ribbon                                               | Army Service Ribbon                                               | Army Overseas Service Ribbon                                               | Army Overseas Service Ribbon                                               |

Телеканал PBS составил специальный репортаж, где рассказывается о жизни Макгинниса, рассказанной его родителями, друзьями и жителями его родного города Нокс, округ Кларион, штат Пенсильвания.